# Заверхи
Заверхи (укр. Заверхи) — село в Мостисской городской общине Яворовского района Львовской области Украины.
Население по переписи 2001 года составляло 401 человек. Занимает площадь 0,772 км². Почтовый индекс — 81313. Телефонный код — 3234.